# Fulton (Missouri)
Fulton város az Amerikai Egyesült Államok Missouri államának Callaway megyéjében. A megye székhelye, a Jefferson City, Missouri Nagyvárosi Statisztikai Terület része. Lakossága a 2000-ben tartott népszámlálás szerint 12 128 fő.
Winston Churchill a fultoni Westminster College-ban tartotta 1946-ban híres beszédét az Európát és a világot kettéosztó vasfüggönyről: a „fultoni beszédet” sokan a hidegháború nyitányának tekintik. Az intézményt meglátogatta Margaret Thatcher volt angol miniszterelnök is.

## Földrajza
Az Egyesült Államok Népszámlálási Hivatala (United States Census Bureau) szerint a város területe 29,4 km², 29,3 km² szárazföld és 0,1 km² víz.
A préri és az Ozark-hegység határán fekszik. Legnagyobb része meglehetősen lapos, szelíd emelkedőkkel, de a mély és széles Stinson-patak kettévágja a várost. A városközpont ebben a völgyben, a pataktól északra található.

## Képek

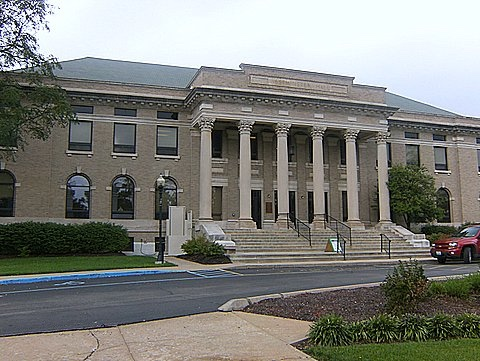
A Westminster College
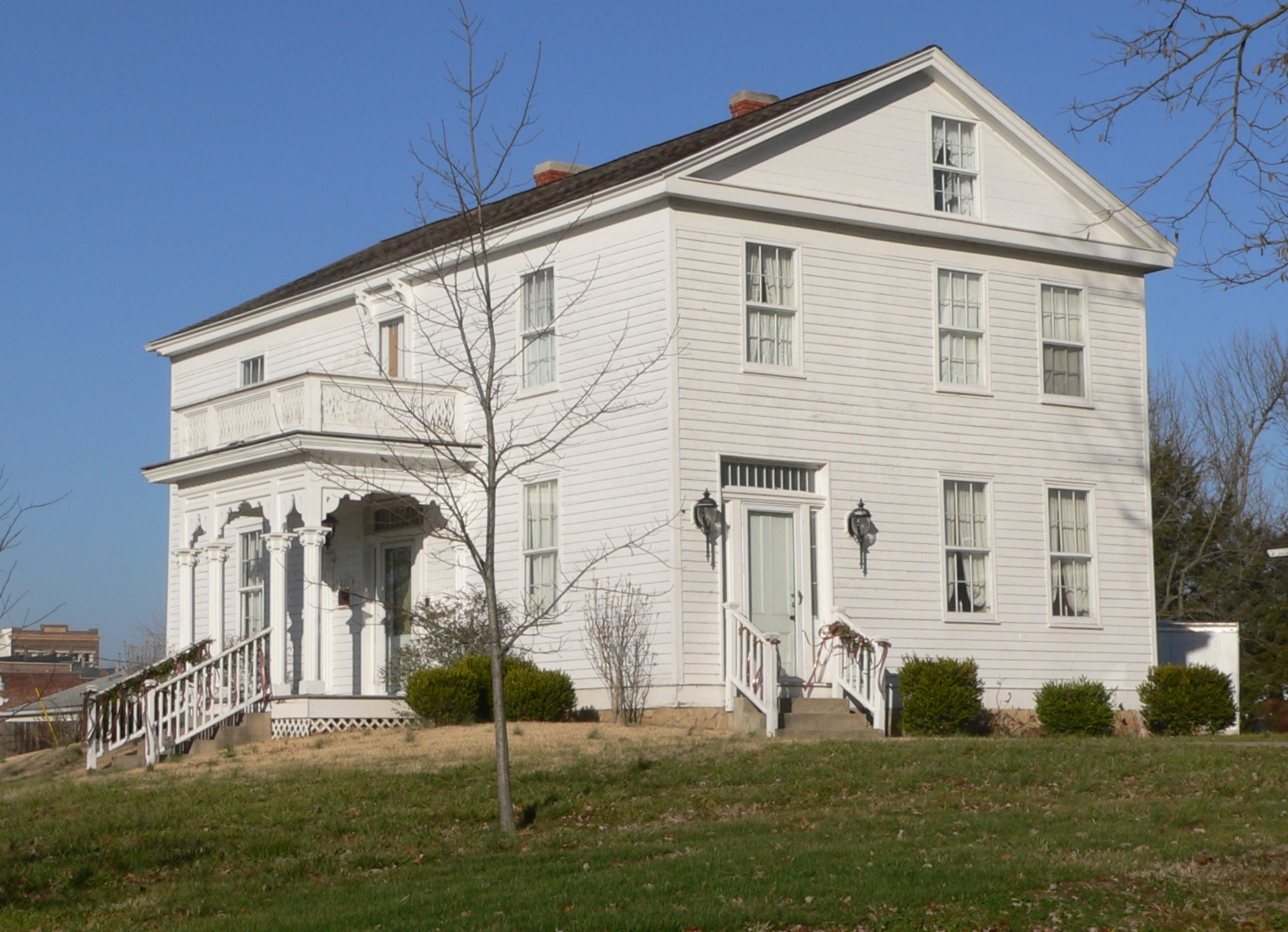
A Robnett-Payne ház
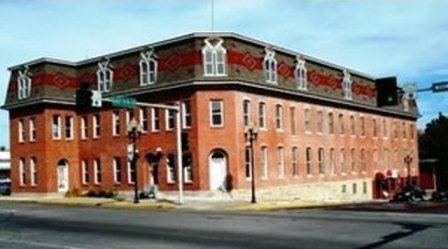
Palace Hotel
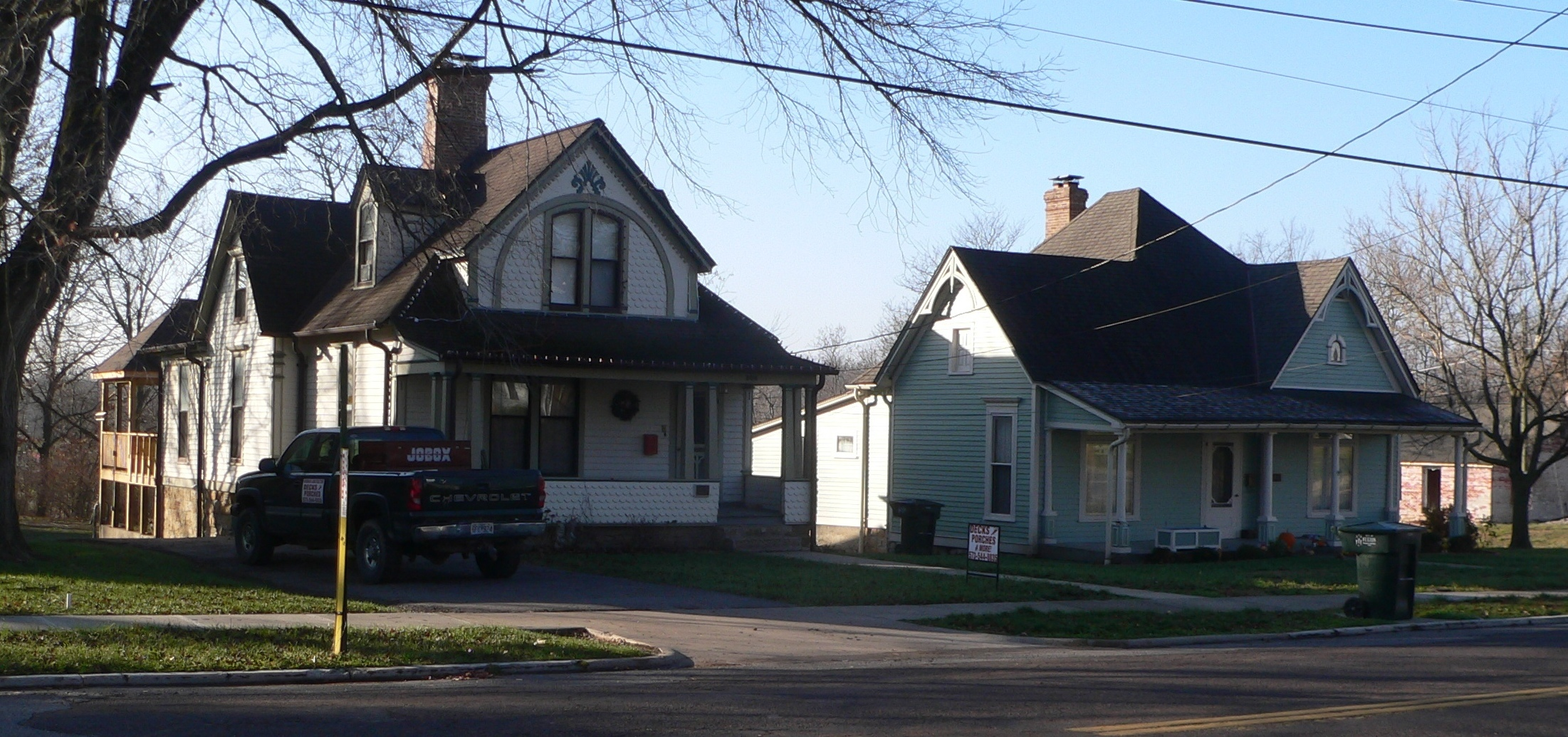
Lakóházak

## Híres fultoniak
- Henry Bellamann, költő, annak a regénynek a szerzője, amelyből a Kings Row című film készült 1942-ben
- Helen Stephens atléta, 1936-ban kétszeres olimpiai bajnok